# SS Lazio Basket
La Lazio Basket, anche Pallacanestro Lazio, è la sezione cestistica della S.S. Lazio, polisportiva di Roma.

## Storia

La squadra della stagione 1980-81, sponsorizzata Eldorado.

La sezione cestistica della Lazio muove i primi passi nella primavera del 1932, quando la polisportiva biancoceleste accoglie l'invito della Federazione Italiana Pallacanestro (FIP). La prima partita ufficiale è disputata al campo del Muro Torto, il 5 giugno 1932, contro il Collegio Internazionale Monte Mario che si aggiudica la sfida per 25 a 17; capitano del primo quintetto è Raoul Rabbaglietti, che nella partita d'esordio realizza 8 punti.
Al termine della stagione 1935-1936 giunge la promozione alla Divisione Nazionale, l'allora massima serie. La squadra è protagonista di ottimi campionati rimanendo nel 1937 l'unica rappresentante della Capitale, con il raggiungimento di un quinto posto finale al pari della Reyer Venezia.
Nel 1975 l'arrivo di un giovane coach, Giancarlo Asteo, cambia le sorti della Lazio. Nel 1979 la squadra, sponsorizzata Eldorado, riesce a tornare in Serie A, grazie non solo alla bravura del suo allenatore ma anche per l'eccezionale stagione di Gary Cole, che si conferma per il secondo anno consecutivo il miglior straniero del campionato. La partenza di un punto fermo del quintetto quale Abdul Jeelani, che approda tra i professionisti della NBA, unita a gravosi problemi economici fanno sì che la Lazio rimanga in A1 per una sola stagione (infatti chiuderà il campionato addirittura a quota zero, senza vincere neppure una sola gara!).
Inizia un periodo buio che sfocia nel 2005 dapprima alla retrocessione d'ufficio dalla B2 alla C2, per inottemperanze sugli obblighi giovanili, e poi la cancellazione e radiazione da parte della FIP. Nel 2006 la famiglia Bocci, ferita dagli eventi e desiderosa di riaccendere la tradizione cestistica della Lazio, rientra nel mondo del basket acquisendo la società.
Nel 2021 Enrico Gilardi torna con un team e acquista la Lazio, portandola in Serie C Gold. Nella prima stagione capitanata dall'ex stella del basket, la Lazio partecipa nella Serie C Gold e retrocede nel campionato di Serie C Silver.
Nella stagione 2023-2024 la Lazio partecipa al campionato di divisione regionale 1 arrivando al primo posto alla regular season e perdendo la finale dei play off contro il bracciano basket. 
Nella stagione 2024/2025 la Lazio parteciperà al campionato di serie C unico.

## Cronistoria
| Cronistoria della S.S. Lazio Basket |
| --- |
| - 1933 · nella Prima Divisione Lazio. - 1934 · 2ª nella Prima Divisione Lazio. - 1935 · 1ª nell'XI Zona di Prima Divisione, 3ª nel Girone Centro-Sud. - 1935-1936 · 2ª nell'XI Zona di Prima Divisione, ammessa in Divisione Nazionale. Vince la Coppa Bruno Mussolini. - 1936-1937 · 6ª nel Girone B di Divisione Nazionale, retrocessa in Serie B e poi ammessa in Serie A. - 1937-1938 · 6ª in Serie A. - 1938-1939 · 7ª in Serie A. - 1939-1940 · 10ª in Serie A, retrocessa in Serie B. - 1940-1941 · 1ª nel IV Girone di Serie B, 1ª nel Girone B semifinale, 3ª nel girone finale. - 1948-1949 · 1ª nel Girone Lazio di Serie C, 1ª nel Concentramento 6, 3ª nel Girone finale B. - 1949-1950 · 4ª nel Girone A di Serie B. - 1950-1951 · 3ª nel Girone B di Serie B. - 1951-1952 · 5ª nel Girone B di Serie B. - 1952-1953 · 2ª nel Girone D di Serie B. - 1953-1954 · 2ª nel Girone D di Serie B. - 1954-1955 · 1ª nel Girone D di Serie B, 3ª nel Girone finale, promossa in Serie A. - 1955-1956 · 7ª nel Girone B di Serie A, retrocessa in Serie B. - 1956-1957 · 1ª nel Girone C di Serie B, 3ª nel Girone finale, promossa in Serie A. - 1957-1958 · 1ª nel Girone B di Serie A, promossa nelle Elette. - 1958-1959 · 12ª nelle Elette, retrocessa in Serie A. - 1959-1960 · 1ª nel Girone D di Serie A, 2ª nel Girone finale, promossa nelle Elette. - 1960-1961 · 10ª nelle Elette, vince lo spareggio salvezza. - 1961-1962 · 8ª nelle Elette. - 1962-1963 · 11ª nelle Elette, vince gli spareggi salvezza. - 1963-1964 · 11ª nelle Elette, retrocessa in Serie A. - 1964-1965 · 1ª nel Girone C di Serie A, perde lo spareggio per il girone finale, ammessa in Serie B per la riforma dei campionati. - 1965-1966 · 3ª nel Girone C di Serie B. - 1966-1967 · 10ª nel Girone B di Serie B, retrocessa in Serie C. - 1967-1968 · 6ª nel Girone C di Serie C. - 1968-1969 · 1ª nel Girone C di Serie C, vince lo spareggio promozione, promossa in Serie B. - 1969-1970 · 8ª nel Girone B di Serie B, 1ª nel girone salvezza. - 1970-1971 · 9ª nel Girone B di Serie B. - 1971-1972 · 9ª nel Girone B di Serie B. - 1972-1973 · 6ª nel Girone B di Serie B. - 1973-1974 · 6ª nel Girone C di Serie B, ammessa in Serie A2. Seconda fase di Coppa Italia. - 1974-1975 · 3ª in Serie A2, 5ª nel Girone B di 2ª fase. - 1975-1976 · 4ª in Serie A2, 6ª nella Poule Classificazione A. - 1976-1977 · 7ª in Serie A2, 5ª nella Poule Classificazione B. - 1977-1978 · 10ª in Serie A2, 6ª nella Poule Classificazione B. - 1978-1979 · 3ª in Serie A2, promossa in Serie A. - 1979-1980 · 14ª in Serie A1, retrocessa in Serie A2. - 1980-1981 · 10ª in Serie A2. - 1981-1982 · 14ª in Serie A2, retrocessa in Serie B. - 1982-1983 · 5ª nel Girone B di Serie B. - 1983-1984 · 6ª nel Girone B di Serie B. - 1984-1985 · 12ª nel Girone B di Serie B, vince lo spareggio salvezza. - 1985-1986 · 9ª nel Girone B di Serie B, retrocessa in Serie B2. - 2010-2011 · in Serie D, ammessa in Serie C - 2011-2012 · 14ª nel Girone A di Serie C2, retrocessa in Serie D. - 2012-2013 · 3ª nel Girone A di Serie D, finalista play-off, non si iscrive. - 2013-2016 · attività giovanile - 2016-2017 · 4ª nel Girone D di Promozione, 4ª nel Girone B di seconda fase. - 2017-2018 · 8ª nel Girone C di Promozione. - 2018-2019 · attività giovanile - 2019-2020 · 5ª nel Girone C di Promozione. - 2020-2021 · non iscritta, poi ammessa in Serie D. - 2021-2022 · 9ª nel Girone A di Serie D, vince i play-out. - 2022-2023 · 4ª nel Girone C di Serie D, ottavi di finale play-off. - 2023-2024 · 1ª nel Girone B di DR1, finalista play-off, ammessa in Serie C. - 2024-2025 · nel Girone I di Serie C. |

## Cestisti più rappresentativi
- Abdul Jeelani
- Lars Hansen
- Cliff Meely
- Steve Sheppard
- Larry Gibson
- Stefano Sbarra
- Enrico Gilardi
- Tiziano Lorenzon
- Graziano Malachin
- Riccardo Esposito

## Sponsor
- 1960: Migas
- 1963: G.B.C.
- 1970: Snaidero
- 1973: Lamborghini Sci
- 1974: Pinti Inox
- 1976: G.B.C.
- 1977: Eldorado
- 1984: ButanGas
- 2014: Poste e Assicurazioni
- 2022: Lazialità

## Palazzetto
Nei primi anni di vita la Lazio ha giocato le sue partite interne al campo del Muro Torto della Società Ginnastica Roma.
Negli anni dopo la Lazio giocherà al PalaTiziano, dove passerà i suoi anni migliori con la Eldorado nella massima serie durante gli anni '70/'80.
Dopo aver giocato le sue partite interne nel Palazzetto dello Sport di Riano (RM), nella stagione 2021/22 la Lazio ha giocato al Paladonati di Talenti.
Dalla stagione 2022/23, la Lazio gioca le sue gare interne al Palacollelasalle di Monteverde, in Via dell'Imbrecciato, zona Portuense.

## Tifoseria
Negli anni '70/'80 la Lazio Basket veniva seguita dai gruppi organizzati della curva, tra i quali Eagles Supporters e Aquile d'assalto. Le partite in casa venivano seguite dai tifosi che dopo essere stati presenti allo Stadio Olimpico andavano al Palazzetto dello sport di Viale Tiziano.
Oggi vanta un buon seguito al Paladonati

## Rivalità
Negli anni della Serie A la Lazio si troverà a disputare le stracittadine con la Stella Azzurra Roma e con la Virtus Roma, derby che infiammarono l'ambiente cestistico capitolino negli anni d'oro, e che ancora oggi hanno grande seguito.

## Palmarès
- Coppa Bruno Mussolini: 1

1936